# Каргалинский район
Каргалинский район (каз. Қарғалы ауданы) — территориальная единица в Актюбинской области Казахстана. Административный центр района — село Бадамша.

## Физико-географическая характеристика
Район расположен на севере области. Граничит с Хромтауским и Мартукским районами, с территорией городской администрации Актобе, а также с Оренбургской областью России.
Климат резко континентальный. Средние температуры января — −15—17°С, июля — от 21—23°С. Среднегодовое количество осадков — 250—300 мм.
Крайнюю северную часть района занимают южные отроги Уральских гор с абсолютными высотами 350—400 м, местами покрытые тополино-берёзовыми колками. Бо́льшая южная части района — холмистая степь с отрогами Мугоджарских гор, изрезанная обрывами и оврагами, с высотами 250—320 м, и с наивысшей точкой в 478 м.
Через северную часть района протекает река Урал, по тальвегу которой проходит государственная граница Казахстана с Россией. По руслу реки Каргалы расположено Каргалинское водохранилище — крупнейший в области искусственный водоём.
Разрабатываются никель-кобальтовые месторождения (Кемпирсайская группа), добывается бурый уголь (Мамытский угольный разрез).

## История
12 апреля 1921 года утверждён проект районирования Актюбинской губернии на четыре района: Акбулакский — 18 волостей, Актюбинский — 41, Можаровский — 20 волостей и Темирский — 27.
Территория района, кроме Александровки и Петропавловки, входит в состав Можаровского района (Постановление ВЦИК и Казревкома от 12 апреля 1921 года).
1 июля 1921 года КазЦК и КазРевком приняли Постановление «Об образовании Актюбинской губернии» из Актюбинского и Иргизского уездов Тургайской губернии.
8 декабря 1921 года ВЦИК утвердил разделение Оренбургской и Тургайской губерний на три — Актюбинскую, Кустанайскую и Оренбургскую.
19 декабря 1921 года ликвидирован Можаровский район.
5 июля 1922 года земли Можаровского района включены в Актюбинский уезд.
В 1923 году Актюбинский уезд вошёл в состав Родниковского района.
В 1925 году в состав РСФСР отошли районы и уезды Акбулака и Оренбурга, в составе которого был Можаровск.
17 января 1928 года Актюбинская губерния ликвидирована. Образован Актюбинский округ и Адаевский округ (из уездов и волостей). Земли района перешла в Новороссийский уезд (утверждён ВЦИК от 02.01.1928 года).
22 июля 1930 года земли нынешнего Каргалинского района присоединяют к Актюбинскому округу.
17 декабря 1930 года Актюбинский округ ликвидирован (постановление ВЦИК от 23 июля 1930 года).
26 декабря 1930 года на основании Постановления 82/42 президиума Актюбинского исполкома советов Актюбинский район разукрупнён на два самостоятельных района. Территория современного Каргалинского района вошла в состав вновь организованного Степного района с административным центром в селе Кос-Истек (одноимённое село Степное было образовано в 1956 году во время освоения целинных и залежных земель).
28 ноября 1933 года Степной район переименован в Мирзояновский (Постановление ЦК КазАССР от 28.11.1933 года).
23 декабря 1934 года согласно Постановлению № 1 Президиума Актюбинского исполкома советов организован Кос-Истекский район с центром в селе Кос-Истек. В его состав вошли 19 аульных советов бывшего Мирзояновского (Степного) района.
16 февраля 1935 года на основании Постановления ВЦИК № 28 «О новой сети районов КАССР от 31 января 1935 года» образован Степной район с центром в селе Кос-Истек.
26 сентября 1957 года к Степному району была присоединена часть территории упразднённого Родниковского района.
11 октября 1962 года решением Актюбинского областного исполкома за № 376 в связи с укрупнением районов Степной район упразднён. Его территория передана укрупнённым Новороссийскому и Мартукскому районам. Западные земли вошли в Мартукское территориально-производственное управление.
31 декабря 1964 года территориально-производственные управления упразднены.
1 ноября 1965 года образован Степной район (Постановление Актюбинского областного исполкома № 11 ноября 1965 года).
Указом Президиума Верховного Совета Казахской ССР от 31 января 1966 года на территории бывшего Степного района с центром в селе Кос-Истек (переименован в 1970 году в село Ленинское) образован Ленинский район.
18 марта 1967 года административный центр Ленинского района из села Ленинское перенесён в поселок Батамшинский на основании Указа Президиума Верховного Совета Казахской ССР.
На основании Указа Президента РК за № 3550 от 17 июня 1997 года «Об изменении административно-территориального устройства» Ленинский район переименован в Каргалинский.

## Население
Национальный состав (на начало 2019 года):
- казахи — 10 646 чел. (62,23 %)
- русские — 3 253 чел. (19,02 %)
- украинцы — 1 709 чел. (9,99 %)
- немцы — 762 чел. (4,45 %)
- татары — 232 чел. (1,36 %)
- молдаване — 80 чел. (0,47 %)
- башкиры — 63 чел. (0,37 %)
- чеченцы — 59 чел. (0,34 %)
- белорусы — 50 чел. (0,29 %)
- узбеки — 48 чел. (0,28 %)
- другие — 205 чел. (1,20 %)
- Всего — 17 107 чел. (100,00 %)

## Административно-территориальное деление
Каргалинский район состоит из 8 сельских округов, в составе которых находится 15 сёл:
| Сельские округа              | Сёла                                      |
| Алимбетовский сельский округ | Алимбетовка                               |
| Ащелисайский сельский округ  | Ащылысай, Бозтобе, Акколь, Преображеновка |
| Бадамшинский сельский округ  | Бадамша                                   |
| Велиховский сельский округ   | Велиховка, Акжайык                        |
| Желтауский сельский округ    | Петропавловка, Шамши Калдаякова           |
| Кемпирсайский сельский округ | Жосалы, Кемпирсай                         |
| Кос-Истекский сельский округ | Кос-Истек                                 |
| Степной сельский округ       | Степное, Кайракты                         |